# 圣让博讷丰
圣让博讷丰（法語：Saint-Jean-Bonnefonds，法語發音：[sɛ̃ ʒɑ̃ bɔnfɔ̃]）是法国卢瓦尔省的一个市镇，位于该省南部，圣艾蒂安市区东部，属于圣艾蒂安区。

## 地理
圣让博讷丰（45°27'4"N, 4°26'47"E）面积11.59 平方千米，位于法国奥弗涅-罗讷-阿尔卑斯大区卢瓦尔省，该省份为法国中南部省份，北起顺时针与索恩-卢瓦尔省、罗讷省、伊泽尔省、阿尔代什省、上盧瓦爾省、多姆山省和阿列省接壤。
与圣让博讷丰接壤的市镇（或旧市镇、城区）包括：圣沙蒙、圣艾蒂安、索尔比耶、拉塔洛迪耶尔。

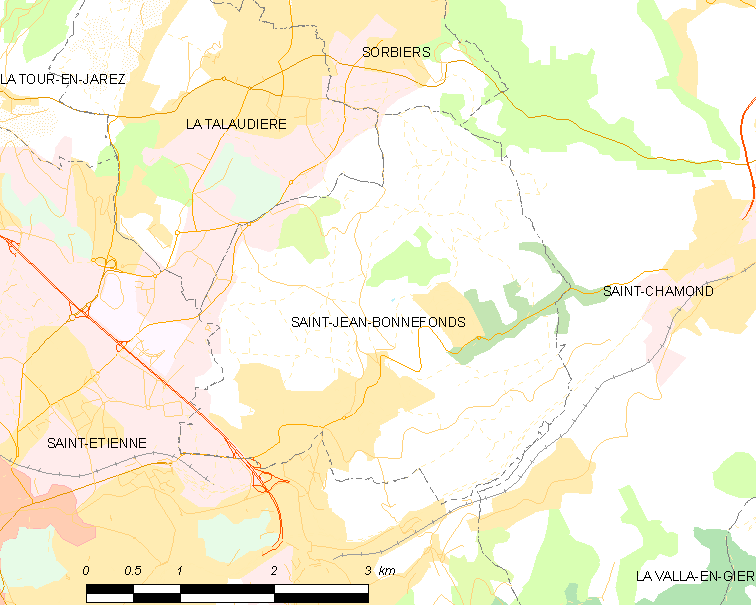
圣让博讷丰的OSM定位图

圣让博讷丰的时区为UTC+01:00、UTC+02:00（夏令时）。

## 行政
圣让博讷丰的邮政编码为42650，INSEE市镇编码为42237。

## 政治
圣让博讷丰所属的省级选区为圣艾蒂安第五县。

## 人口

1962-2008年间圣让博讷丰人口变化图示

圣让博讷丰于2022年1月1日时的人口数量为6594人。